# Sidama (genre)
Pour les articles homonymes, voir Sidama.
Genre
Synonymes
- Phezilbius Roewer, 1935

Sidama est un genre d'opilions laniatores de la famille des Assamiidae.

## Distribution
Les espèces de ce genre sont endémiques d'Éthiopie.

## Liste des espèces
Selon World Catalogue of Opiliones (23/06/2021) :
- Sidama abessinica Roewer, 1912
- Sidama moesta Pavesi, 1895

## Publication originale
- Pavesi, 1895 : « Esplorazione del Giuba e dei suoi affluenti compiuta dal Cap. V. Bottego durante gli anni 1892–93 sotto gli auspicii della Società Geografica Italiana – Risultati Zoologici. XVIII. Arachnidi. » Annali del Museo Civico di Storia Naturale di Genova, sér. 2, vol. 35, p. 493–537 (texte intégral).